# Beta Chamaeleontis
Désignations
Beta Chamaeleontis (β Chamaeleontis / β Cha), est la troisième étoile la plus brillante étoile de la constellation australe du Caméléon. C'est une étoile variable suspectée dont la magnitude apparente visuelle varie entre 4,24 et 4,30. D'après les mesures de parallaxe annuelle, elle est située à ∼ 298 a.l. (∼ 91,4 pc) du Soleil, et elle s'en éloigne avec une vitesse radiale héliocentrique de +23 km/s.
β Chamaeleontis est une étoile bleu-blanc de la séquence principale de type spectral B4 V, qui génère son énergie par la fusion de l'hydrogène en hélium dans son cœur. Elle a été cataloguée à la fois comme une étoile Be et comme une étoile normale. Elle est âgée d'environ 23 millions d'années et elle tourne rapidement sur elle-même à une vitesse de rotation projetée de 255 km/s. Sa rotation rapide génère un renflement équatorial qui fait que son rayon équatorial est 12 % plus grand que son rayon polaire. β Chamaeleontis est cinq fois plus massive que le Soleil et son rayon est 2,8 fois plus grand que celui du Soleil. Elle est 212 fois plus lumineuse que le Soleil et sa température de surface est de 14 495 K.